# Holotrichia andrewesi
Holotrichia andrewesi är en skalbaggsart som beskrevs av Moser 1913. Holotrichia andrewesi ingår i släktet Holotrichia och familjen Melolonthidae. Inga underarter finns listade i Catalogue of Life.